# Liste des stations du métro de Washington
La liste des stations du métro de Washington est une liste par ordre alphabétique qui comprend la totalité des stations, réparties sur l'ensemble du réseau comprenant six lignes, du métro de Washington. Ces stations sont situés dans Washington, D.C. et ses banlieues du Maryland et de la Virginie.

## Liste des stations
Les 98 stations, :
- Addison Road-Seat Pleasant (en)
- Anacostia (en)
- Archives–Navy Memorial–Penn Quarter (en)
- Arlington Cemetery (en)
- Ashburn █
- Ballston–MU (en)
- Benning Road █ █
- Bethesda █
- Braddock Road █ █
- Branch Ave █
- Brookland-CUA █
- Capitol Heights █ █
- Capitol South █ █ █
- Cheverly █
- Clarendon █ █
- Cleveland Park █
- College Park-U of Md █
- Columbia Heights █ █
- Congress Heights █
- Court House █ █
- Crystal City █ █
- Deanwood █
- Dulles International Airport █
- Dunn Loring-Merrifield █
- Dupont Circle
- East Falls Church █ █
- Eastern Market █ █ █
- Eisenhower Avenue █
- Farragut North █
- Farragut West █ █ █
- Federal Center SW █ █ █
- Federal Triangle █ █ █
- Foggy Bottom-GWU █ █ █
- Forest Glen █
- Fort Totten █ █
- Franconia-Springfield █
- Friendship Heights █
- Gallery Place-Chinatown █ █ █
- Georgia Ave-Petworth █ █
- Glenmont █
- Greenbelt █
- Greensboro █
- Grosvenor-Strathmore █
- Herndon █
- Huntington █
- Innovation Center █
- Judiciary Square █
- King Street-Old Town █ █
- L'Enfant Plaza █ █ █ █ █
- Landover █
- Largo Town Center █ █
- Loudoun Gateway █
- McPherson Square █ █ █
- Medical Center █
- Metro Center █ █ █ █
- McLean █
- Minnesota Ave █
- Morgan Boulevard █ █
- Mt Vernon Sq/7th St-Convention Center █ █
- Navy Yard-Ballpark █
- Naylor Road █
- New Carrollton █
- NoMa–Gallaudet U █
- Pentagon █ █
- Pentagon City █ █
- Potomac Ave █ █ █
- Potomac Yard █ █
- Prince George's Plaza █
- Reston Town Center █
- Ronald Reagan Washington National Airport █ █
- Rhode Island Ave-Brentwood █
- Rockville █
- Rosslyn █ █ █
- Shady Grove
- Shaw-Howard Univ █ █
- Silver Spring █
- Smithsonian █ █ █
- Southern Ave █
- Spring Hill █
- Stadium-Armory █ █ █
- Suitland █
- Takoma █
- Tenleytown-AU █
- Twinbrook █
- Tysons Corner █
- U St/African-Amer Civil War Memorial/Cardozo █ █
- Union Station █
- Van Dorn Street █
- Van Ness-UDC █
- Vienna/Fairfax-GMU █
- Virginia Square-GMU █ █
- Waterfront-SEU █
- West Falls Church-VT/UVA █
- West Hyattsville █
- Wheaton █
- Whiele-Reston East █
- White Flint █
- Woodley Park-Zoo/Adams Morgan █